# Gazi Hüsrev Pacha
Gazi Hüsrev Pacha (mort en mars 1632), nommé également Boşnak Hüsrev Pacha ("Hüsrev Pacha le Bosniaque") ou Ekrem Hüsrev Pacha ("Hüsrev Pasha le Gentil"), est un grand vizir de Empire Ottoman d'origine bosniaque pendant le règne du sultan Mourad IV.

## Biographie
Il est originaire du sandjak de Bosnie et fait ses études à l'école d'Enderûn. En 1625, il est promu vizir (ministre). Pendant la Révolte de Abaza, Damat Halil Pacha, alors Grand Vizir de l'Empire ottoman, tente de s'emparer du fort de Erzurum (dans l'est de la Turquie), alors sous le contrôle de Abaza Mehmed Pacha, le chef de la rébellion. Toutefois après un siège de 70 jours, Damad Halil Pasha échoue dans son entreprise et est démis de sa fonction. Hüsrev Pacha est nommé comme nouveau grand vizir le 6 avril 1628.

### Campagne contre Bagdad
Hüsrev reçoit comme mission de reconquérir Bagdad, qui a récemment été conquise par les forces du Shah Séfévide Abbas Ier. À la fin de 1629, il entreprend une invasion du territoire contrôle par les troupes perses autour de
Bagdad. Toutefois cette opération coïncide avec la saison des pluies et il n'est pas possible d’entreprendre le siège de la cité elle-même
. Hüsrev Pasha préfère prendre d'autres villes dans les environs de Bagdad, et l'un de ses subordonnés défait
une armée perse. Le siège de Baghdad commence le 22 juin 1630 et se poursuit jusqu'au 14 novembre sans succès. Après cet échec
Hüsrev Pacha décide de reprendre les opérations l'année suivante, En 1631 lorsque l'échéance arrive il temporise avant de reprendre le siège dans l’attente de renfort et le 25 octobre 1631 il est démis de son office.